# Iglesia de San Agustín (Vinaroz)
La antigua iglesia parroquial de San Agustín Obispo, actualmente Auditorio Municipal Wenceslao Ayguals de Izco, es un edificio religioso de estilo barroco y rococó construido entre los siglos XVII y XVIII que se localiza en el núcleo medieval del municipio de Vinaroz, en la Provincia de Castellón.
Esta iglesia es lo único que se conserva del Convento de Agustinos, fundado en 1594 y que se desalojó en 1835, pasando a tener diferentes usos hasta que fue derribado para construir el mercado municipal. La iglesia pasó a ser propiedad municipal instalándose en ella el auditorio, y en la capilla de Santa Victoria un pequeño museo local, hoy cerrado.

## Descripción
Se trata de un edificio barroco de una sola nave con capillas laterales entre contrafuertes, los cuales están perforados dejando paso entre las mismas. La separación con la nave central es por medio de arcos de medio punto que apean sobre pilares. La nave está dividida en cuatro tramos cubierta con bóveda de cañón con lunetos, al igual que la capilla mayor. Los brazos del crucero y las naves laterales también se cubren con bóveda de cañón, y en el centro del crucero se sitúa una cúpula sobre pechinas.
Al exterior su fachada es simétrica, con un cuerpo central flanqueado por dos torres de planta cuadrada, y dos cuerpos separados por una línea de cornisa. La puerta de acceso es adintelada con un óculo en la parte superior.
La capilla de Santa Victoria, en su día destinada a Museo Municipal, se sitúa a la izquierda del templo y fue construida entre 1786 y 1788 para acoger el cuerpo de la mártir Santa Victoria. Su planta es de doble cruz griega, cubierta en la parte de los pies por una cúpula y en la cabecera con un casquete esférico.